# 呌能靜
呌能靜（越南语：／；1835年—1919年），字美亭（越南语：／），越南阮朝官員。

## 生平
呌能靜是南定省義興府大安縣紫榮總真美社（今屬南定省懿安縣安強社）人，明命十六年（1835年）出生。嗣德三十一年（1878年），考中南定場舉人。嗣德三十三年（1880年），參加會試，考中會元，庭試考中第三甲同進士。初任河內督學，後任國子監司業、祭酒，授禮部侍郎銜，署參知銜。成泰十六年（1904年）十月，實授禮部左參知，仍領國子監祭酒致事。
啟定四年（1919年），呌能靜去世，追贈禮部尚書。
胡志明市平新郡安樂A坊有一條以他名字命名的道路。

## 子女
- 次子呌二周
- 三子呌三稆，舉人
- 四子呌四應，舉人